# Peter Jones (cầu thủ bóng đá, sinh năm 1937)
Ernest Peter Jones (sinh ngày 30 tháng 11 năm 1937) là một cựu cầu thủ bóng đá người Anh thi đấu ở vị trí hậu vệ biên.